# 黃維 (明朝)
黃維（14世紀—15世紀），字叔經、又字德防，江西南康府星子縣人，明朝政治人物。

## 生平
黃維是永樂六年（1408年）戊子科江西鄉試舉人，宣德元年（1426年）授餘姚知縣，初到任有縣丞朱某貪暴橫行，經常欺騙黃維，他裝作愚笨觀察對方，得其實情後懲治對方；人民苦於折納需銀為細絲，他向上級請求停罷被拒，於是再次陳述利害，並說：「但折挫令免折民細絲，令所甘心焉。」由此餘姚毋須賦稅折納絲銀，他亦得到賢能名聲，官民相處更加融洽，其時縣署學校均損壞，縣民都紛紛自發協助修葺。後他因母喪回鄉，服闋後在人們請求下復任，六年考績時在上京途中去世。

## 引用
1. 1 2  同治《星子縣志·卷十·人物志上》：黃維，字叔經，永樂間由舉人任餘姚知縣，政尚簡易，務修學校，民有健訟者遣入社學，久之化為善士，以母喪歸，民計服闋先詣闕請復知餘姚，六載考績，民脫履留之，未至京卒。
2. ↑  同治《星子縣志·卷九·選舉志》：厯代舉人……明……永樂……黃維 俱戊子錢習禮榜，仕知縣，詳人物
3. ↑  光緒《餘姚縣志·卷二十二·名宦》：黃維，字德防，星子人，性嚴毅善斷，初蒞縣有丞朱某貪暴無忌每易維，維佯愚以觀之，已具得其事輒按去之，是時民苦折納需銀為細絲，維白諸當路，當路者折挫維，維愈悉其利害不為動，曰：「但折挫令免折民細絲，令所甘心焉。」當路者曰：「令誠愛民。」以故縣得不折細絲，維名由此益賢，益敦裕民，事民大和輯，時縣署學校皆圮，維完修之，民欣欣赴工無以為勞費者。 嘉靖志